# رابرت ردفیلد
رابرت ردفیلد (به انگلیسی: Robert Redfield)؛ (۴ دسامبر ۱۸۹۷–۱۶ اکتبر ۱۹۵۸) انسان‌شناس و قوم‌شناس آمریکایی بود که کار قوم نگاری او در روستای تپوزتلان، مکزیک نقطه عطفی در قوم نگاری آمریکای لاتین در نظر گرفته می‌شود.
او در تمام دوران حرفه‌ای خود با دانشگاه شیکاگو همراه بود: تمام تحصیلات عالی او در آنجا گذرانده شد و در سال ۱۹۲۷ به دانشکده پیوست و تا زمان مرگش در سال ۱۹۵۸ در آنجا ماند و  در سال‌های ۱۹۳۴–۱۹۴۶ به عنوان رئیس دانشکده علوم اجتماعی خدمت کرد.

## زندگی شخصی
ردفیلد داماد رابرت ازرا پارک  (۱۴ فوریه ۱۸۶۴–۷ فوریه ۱۹۴۴) استاد جامعه‌شناسی دانشگاه شیکاگو بود. ردفیلد و همسرش «مارگارت» والدین «لیزا ردفیلد پیتی» (۱۹۲۴–۲۰۱۸) استاد ممتاز بازنشسته انسان‌شناسی شهری در  موسسه فناوری ماساچوست، «جیمز ام. ردفیلد» (زاده ۱۹۳۵) استاد ممتاز خدمات کلاسیک ادوارد اولسون در دانشگاه شیکاگو و «جوآنا ردفیلد گاتمن» (۱۹۳۰-۲۰۰۹) بودند. آنها پسر دیگری به نام تیتو داشتند که در ۱۲ سالگی بر اثر جراحات ناشی از تصادف سورتمه‌سواری درگذشت.
ردفیلد در ۱۶ اکتبر ۱۹۵۸ بر اثر عوارض لوسمی لنفاوی درگذشت.
مقالات رابرت ردفیلد و مارگارت ردفیلد در مرکز تحقیقات مجموعه‌های ویژه، کتابخانه دانشگاه شیکاگو قرار دارند.

## همچنین ببینید
- ملویل جی. هرسکوویتس
- کاترین دانهام